# لوروا جي. بيرنستاين
لوروا جي. بيرنستاين هو سياسي أمريكي، ولد في 16 مايو 1930 في مينيابوليس في الولايات المتحدة. نشط حزبياً في الحزب الجمهوري. وقد انتخب عضو مجلس نواب داكوتا الشمالية ‏.